# کوه اومورو (تانزاوا)
اُومورُو  ( Omuro، 大室山) در استان کاناگاوا (神奈川県) و استان یاماناشی (山梨県) قرار دارد. ارتفاع این کوه ۱۵۸۸ متر است. اُومورُو یکی از کوه‌های منطقه کوهستانی تانزاوا (丹沢山地) محسوب می‌شود.

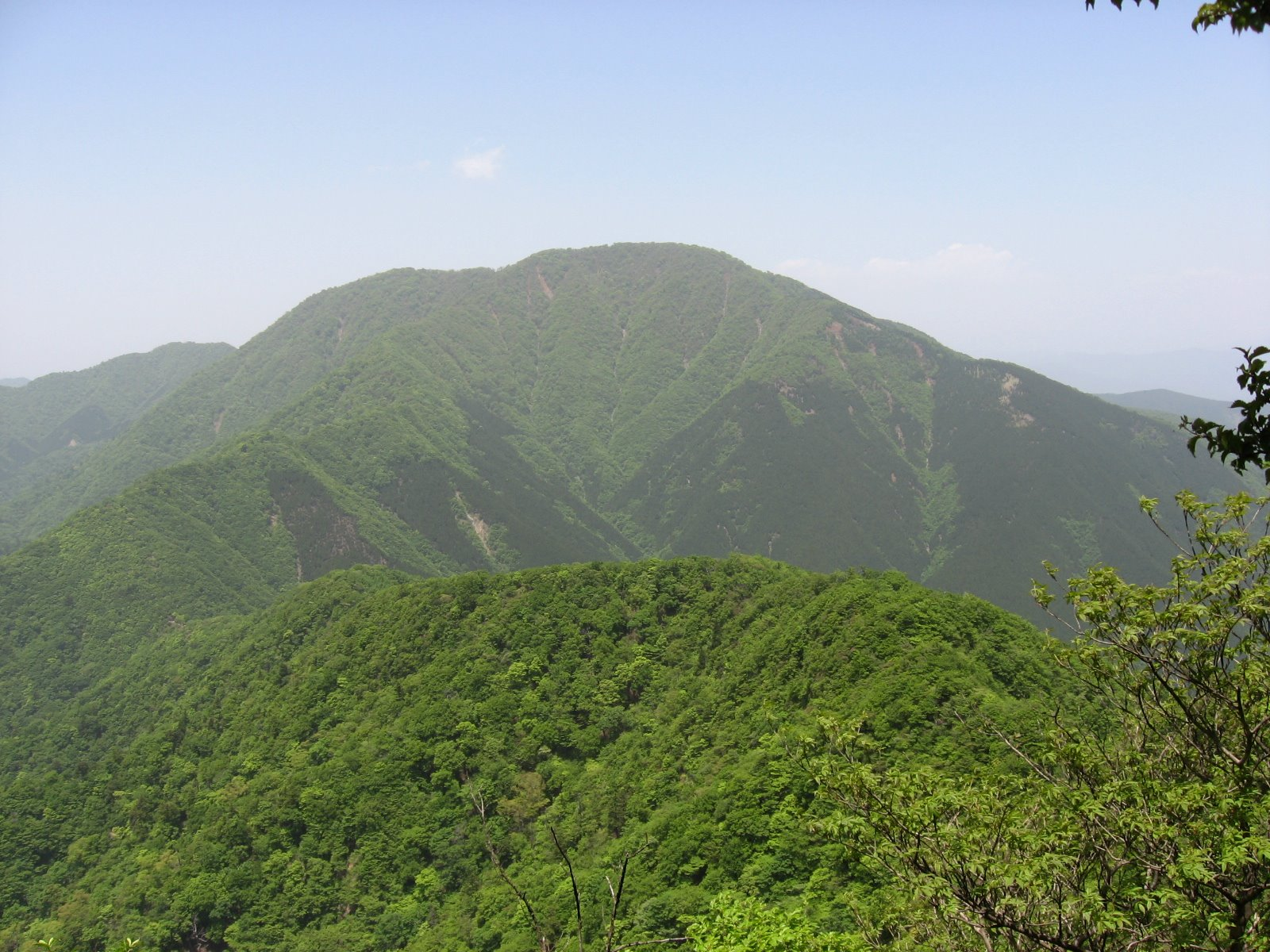
کوه اومورو.

## نگارخانه

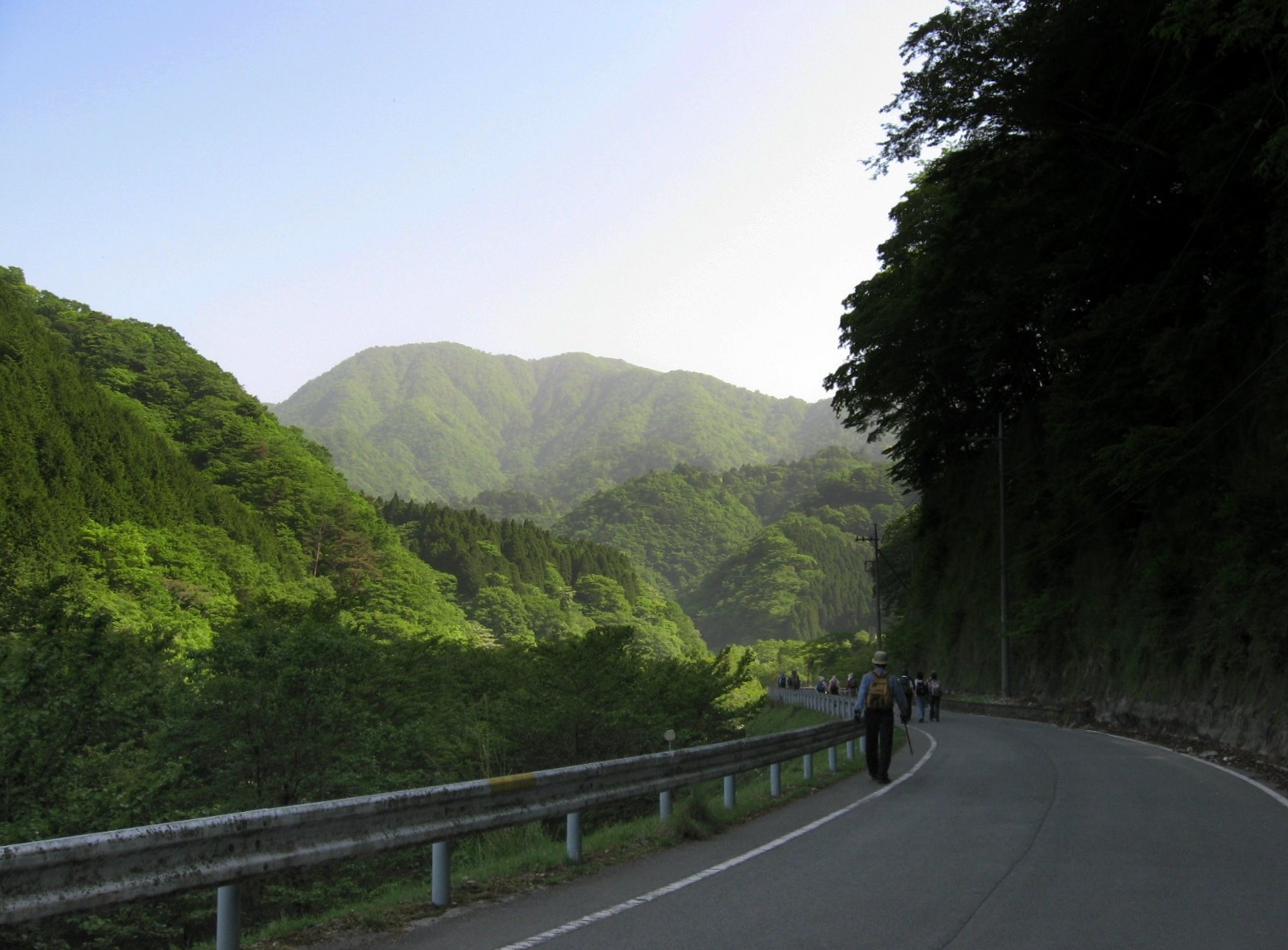
کوه اُومورُو ( 大室山). برای بهتر دیدن عکس بر روی آن کلیک کنید.
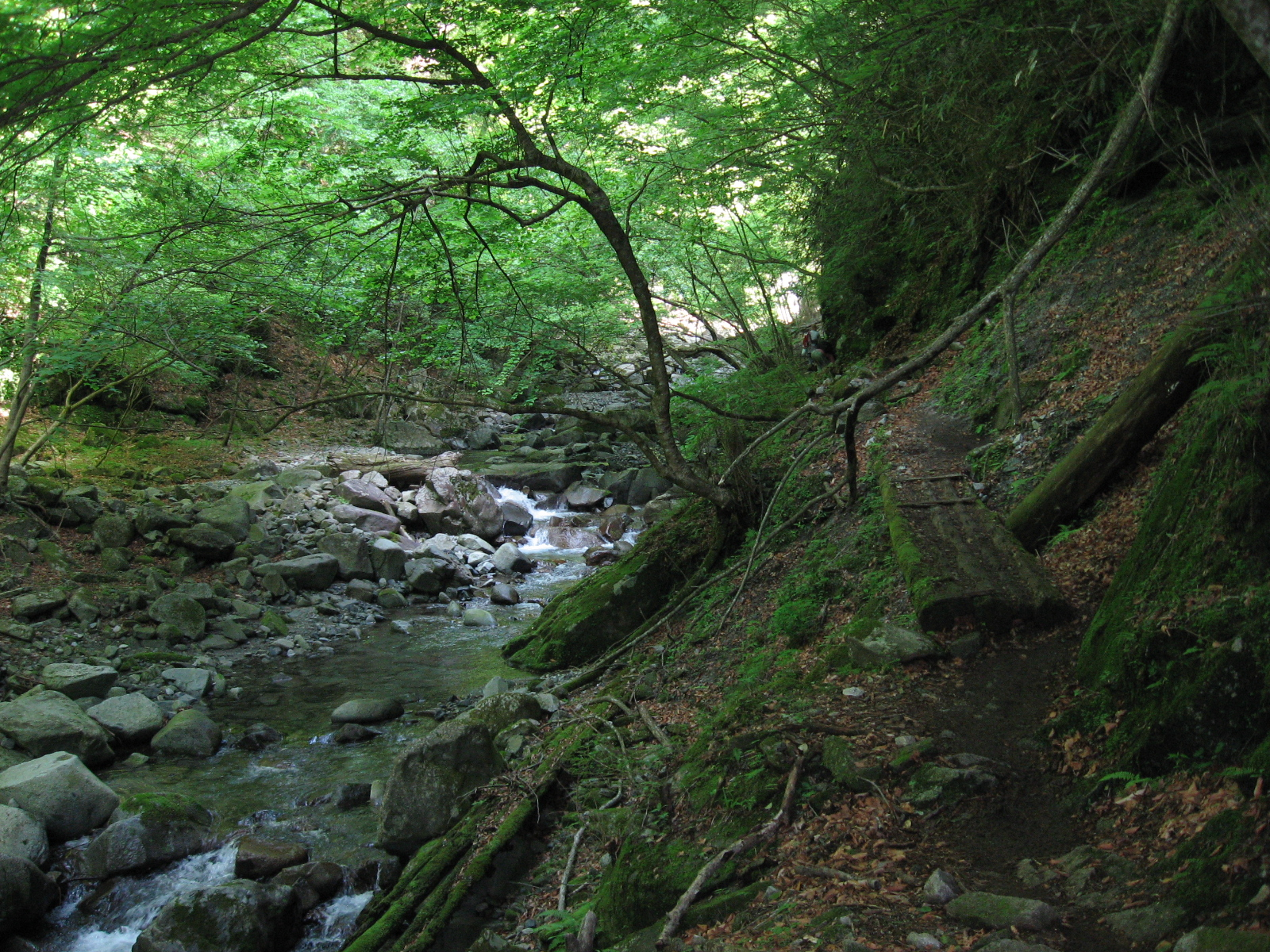
مسیر کوهپیمایی در کوه اُومورُو ( 大室山). برای بهتر دیدن عکس بر روی آن کلیک کنید.